# Сава Богданович
Сáва Богдано́вич (1858 - після 1917 р.) — священик-місіонер, духовний письменник, член III державної Думи від Київщини.

## Біографія
Православний. Мав 122 акра церковних земель.
Закінчив духовну школу та Київську духовну семінарію.
У 1884 він був висвячений у священники, служив священиком у селі Нова Гребля, Уманський повіт. У 1887 він був обраний протисектантським місіонером, з 1898 був місіонером Умансько-Звенигородського округу. З 1907 — помічник благочинного та почесним членом Уманської та Звенигородської училищних рад. Написав серію брошур і статей про боротьбу з сектантством (штундизмом), католицизмом та юдаїзмом.
У 1907  р. був обраний членом III державної Думи від Київщини. Мав крайні радикальні погляди, Думську законодавчу діяльність після 1907 року оцінював вкрай негативно і, зокрема, пише:
|  | "Свята Церква напівзруйнована! Держава оточена з усіх боків хмарами жаб, мишей, змій і ґедзів! Нечестивість особиста і партійна зведена в систему, в загальне правило і в незмінний закон! Безбожники, гнобителі, зрадники і моральні дурні спотворюють закони, а також не тільки сьогодення, але і минуле, і виривають з кожного серця останню надію на довгоочікуване майбутнє...» |

Був членом комісій з релігійних питань і заходів по боротьбі з алкоголізмом.
Доля після 1917 невідома.

## Родина
Був одружений, мав двох дітей.

## Твори
- Розмова православного місіонера зі штундистами про честь святих ікон/твори священника Сави Богдановича. — Київ: типографія Києво-Печерської Лаври, 1890 -37 с.
- Розмови православного місіонера зі штундистами про вшанування святих ікон/[твори] Київської єпархії священника Сави Богдановича. Видання 3-тє, Умань: тип. І. Цетліна, 1905. -31 с.;
- Розмова православного місіонера зі штундистами про вшанування святих ікон/[твори] Київської єпархії священника Сави Богдановича. Видання 4-те, Київ: тип. Києво-Печерська Лавра, 1907. — 48 с;
- Якщо релігія є необхідністю для людського духу, то як ми можемо пояснити феномен атеїзму? Упорядник Київської єпархії священник Сава Богданович, Умань: типографія Л. Шапіро, 1898 -17 с.;
- Джерела природного пізнання та його недостатність/упоряд. Київська єпархія, священник Сава Богданович. — Умань: тип. Шапіро, 1898 -14 С.;
- Короткі релігійно-моральні роздуми і інструкції/упоряд. Київська єпархія, священник Сава Богданович. — Київ: тип. Києво-Печерська Лавра, — 31 с.